# Bilohalîțea, Putîvl
Bilohalîțea (în ucraineană Білогалиця) este un sat în comuna Zinove din raionul Putîvl, regiunea Sumî, Ucraina.

## Demografie
Componența lingvistică a localității Bilohalîțea
     Rusă (93,65%)
     Ucraineană (6,35%)
Conform recensământului din 2001, majoritatea populației localității Bilohalîțea era vorbitoare de rusă (93,65%), existând în minoritate și vorbitori de ucraineană (6,35%).